# Hosai Ahmadzai
Hosai Ahmadzai   (Afganistan) és una presentadora de notícies afganesa. Va ser una de les dues úniques presentadores de notícies a l'Afganistan els dies posteriors a la presa de poder dels talibans. Ahmadzai va ser inclosa a la llista de les 100 dones de la BBC el 2023.

## Biografia
Ahmadzai té formació en dret i ciències polítiques i treballa als mitjans de comunicació des del 2016. Se centra en l'educació de les dones, que els talibans han limitat molt. Com una de les poques presentadores de notícies a l'Afganistan, Ahmadzai va continuar emetent quan els talibans es van fer càrrec del país l'agost del 2021. Malgrat les preocupacions per la seva seguretat i l'oposició social a les dones als mitjans de comunicació, va continuar treballant a Shamshad TV. Des d'aleshores, Ahmadzai ha parlat amb diversos representants talibans, però és limitada en les preguntes que els pot fer. Reconeixent la seva valentia, va ser inclosa a la llista de les 100 dones de la BBC el novembre de 2023.